# Szczastia
Szczastia (ukr. Щастя) – miasto na Ukrainie w obwodzie ługańskim, na lewym brzegu rzeki Doniec.
Miasto satelickie Ługańska, oddalone od niego o 24 km (odległość trasami samochodowymi).

## Historia
Pierwotnie w miejscu dzisiejszego miasta znajdowała się wieś Szczastia założona w połowie XVIII wieku przez chłopów pańszczyźnianych, którzy z Ukrainy Prawobrzeżnej uciekali na wolne ziemie nad Dońcem. Jednak już w 1754 Katarzyna II podarowała przylegające do Dońca ziemie wraz z mieszkańcami swojemu nadwornemu Grigorijowi Kowalińskiemu, od nazwiska którego wieś zaczęła być nazywana Kowaliwką.
W 1914 we wsi poświęcono murowaną cerkiew pod wezwaniem św. Katarzyny, wybudowaną z inicjatywy właściciela wsi Kowalińskiego. W czasach radzieckich cerkiew zamknięto i zrujnowano. W jej pomieszczeniach urządzono stajnię oraz skład zboża. Odbudowę cerkwi rozpoczęto w 1990. Obecnie świątynia należy do Ukraińskiej Cerkwi Prawosławnej Patriarchatu Moskiewskiego.
Głównym obiektem przemysłowym miasta jest Ługańska Elektrownia Cieplna, której budowa została rozpoczęta w 1952. Dzięki obiektowi dotychczasowa wieś przeżyła rozbudowę i gwałtowny napływ mieszkańców.
W 1963 miejscowość otrzymała prawa miejskie.

## Demografia
Według danych uzyskanych w spisie ludności z 2001 w mieście zamieszkiwało 13770 osób. 11,23% mieszkańców wskazało język ukraiński jako swój język ojczysty, dla 87,98% językiem ojczystym był zaś rosyjski.